# Nahitan Nández
Nahitan Michel Nández Acosta, född 28 december 1995, är en uruguayansk fotbollsspelare som spelar för saudiska Al-Qadsiah.

## Landslagskarriär
Nández debuterade för Uruguays landslag den 8 september 2015 i en 1–0-förlust mot Costa Rica, där han blev inbytt i den 37:e minuten mot Diego Rolán. I maj 2018 blev Nández uttagen i Uruguays trupp till fotbolls-VM 2018.